# Campionati africani di atletica leggera 1996
I Campionati africani di atletica leggera 1996 sono stati la 10ª edizione dei Campionati africani di atletica leggera. La manifestazione si è svolta dal 13 al 16 giugno presso l'Ahmadou Ahidjo Stadium di Yaoundé, in Camerun.

## Medagliati

### Uomini
| Specialità | Oro                 | Prestazione | Argento               | Prestazione | Bronzo                         | Prestazione |
| Corse piane |                     |             |                       |             |                                |             |
| 100 m | Seun Ogunkoya       | 10"45       | Benjamin Sirimou      | 10"54       | Sunday Emmanuel                | 10"66       |
| 200 m | Oumar Loum          | 20"70       | Joseph Loua           | 20"80       | Justice Dipeba                 | 20"90       |
| 400 m | Ibrahima Wade       | 45"75       | Simon Kemboi          | 46"00       | Samson Kipchirchir Yego        | 46"14       |
| 800 m | Fred Onyancha       | 1'46"69     | Adem Hecini           | 1'47"17     | Kipkemboi Lagat                | 1'47"35     |
| 1 500 m | Moses Kigen         | 3'39"78     | Sammy Rono            | 3'40"47     | Gilbert Mvuyekure              | 3'47"95     |
| 5 000 m | Paul Koech          | 13'35"13    | Simon Chemoiywo       | 13'35"13    | Faustin Ngézahayo              | 13'49"49    |
| 10 000 m | Stephen Kiogora     | 29'16"40    | William Kipchumba     | 29'22"30    | Isidore Nzigiyimana            | 30'14"40    |
| Corse a ostacoli |                     |             |                       |             |                                |             |
| 110 hs | William Erese       | 13"7        | Moses Oyiki Orode     | 13"8        | Judex Lefou                    | 13"9        |
| 400 hs | Ibou Faye           | 49"60       | Ferrins Pieterse      | 49"95       | El Hafni Abdel Maksoud Ibrahim | 50"74       |
| 3 000 siepi | Kipkemboi Cheruiyot | 8'38"72     | Faustin Ngézahayo     | 8'39"38     | Thomas Toyi                    | 8'48"99     |
| Prove su strada |                     |             |                       |             |                                |             |
| Marcia 20 km | Hatem Ghoula        | 1h29'48"    | David Kimutai         | 1h30'05"    | Mohieddine Béni Daoud          | 1h31'10"    |
| Salti |                     |             |                       |             |                                |             |
| Salto in alto | Khemraj Naiko       | 2,16 m      | Anthony Idiata        | 2,16 m      | Olivier Sanou                  | 2,13 m      |
| Salto con l'asta | Anis Riahi          | 4,60 m      | Hassan Farouk Sayed   | 4,20 m      | -                              | -           |
| Salto in lungo | Anis Gallali        | 7,81 m      | Cheikh Touré          | 7,79 m      | Pa Modou Gai                   | 7,64 m      |
| Salto triplo | Paul Nioze          | 16,52 m     | Oluyemi Sule          | 16,17 m     | Roger Martial Ngouloubi        | 15,16 m     |
| Lanci |                     |             |                       |             |                                |             |
| Getto del peso | Henk Booysen        | 17,34 m     | Athanase Oloko        | 14,98 m     | Serge Doh                      | 14,84 m     |
| Lancio del disco | Serge Doh           | 51,92 m     | Christian Messi Alaga | 48,58 m     | Athanase Oloko                 | 46,72 m     |
| Lancio del giavellotto | Pius Bazighe        | 74,78 m     | Louis Fouché          | 74,54 m     | Maher Ridane                   | 72,60 m     |
| Lancio del martello | Hakim Toumi         | 69,32 m     | Samir Haouam          | 65,32 m     | Yacine Louail                  | 52,34 m     |
| Prove multiple |                     |             |                       |             |                                |             |
| Decathlon | Anis Riahi          | 7 257 p.    | Hassan Farouk Sayed   | 6 788 p.    | Sid Ali Sabour                 | 5 071 p.    |
| Staffette |                     |             |                       |             |                                |             |
| Staffetta 4×100 m | Nigeria             | 39"7        | Senegal               | 39"9        | Camerun                        | 40"0        |
| Staffetta 4×400 m | Senegal             | 3'03"44     | Kenya                 | 3'03"53     | Mauritius                      | 3'07"20     |
| record mondiale; record mondiale stagionale; record africano; record dei campionati; record nazionale; record personale; record personale stagionale. |                     |             |                       |             |                                |             |

### Donne
| Specialità | Oro                 | Prestazione | Argento                 | Prestazione | Bronzo                 | Prestazione |
| Corse piane |                     |             |                         |             |                        |             |
| 100 m | Georgette Nkoma     | 11"67       | Marliese Steyn          | 11"69       | Myriam Léonie Mani     | 11"92       |
| 200 m | Georgette Nkoma     | 23"1        | Marliese Steyn          | 23"3        | Myriam Léonie Mani     | 23"5        |
| 400 m | Saidat Onanuga      | 52"85       | Grace Birungi           | 53"40       | Alimata Koné           | 54"41       |
| 800 m | Naomi Mugo          | 2'02"80     | Léontine Tsiba          | 2'09"10     | Adama Njie             | 2'10"10     |
| 1 500 m | Naomi Mugo          | 4'12"30     | Stéphanie Nicole Zanga  | 4'34"20     | Léontine Tsiba         | 4'35"60     |
| 5 000 m | Florence Djépé      | 17'59"32    | Marie Python            | 18'14"40    | Cathreen Ngwang        | 19'27"39    |
| Corse a ostacoli |                     |             |                         |             |                        |             |
| 100 hs | Glory Alozie        | 13"62       | Lana Uys                | 13"78       | Mame Tacko Diouf       | 14"21       |
| 400 hs | Saidat Onanuga      | 56"64       | Lana Uys                | 57"05       | Kleintjie Mogotsi      | 1'00"19     |
| Prove su strada |                     |             |                         |             |                        |             |
| Marcia 5 000 m | Dounia Kara         | 23'15"80    | Nagwa Ibrahim Saleh Ali | 24'05"40    | Monica Akoth           | 24'05"70    |
| Salti |                     |             |                         |             |                        |             |
| Salto in alto | Irène Tiendrébéogo  | 1,84 m      | Lolita Nack             | 1,80 m      | Jeanine Blé            | 1,75 m      |
| Salto in lungo | Grace Umelo         | 6,13 m      | Béryl Laramé            | 5,98 m      | Kéné Ndoye             | 5,85 m      |
| Salto triplo | Kéné Ndoye          | 12,99 m     | Abiola Williams         | 12,68 m     | Françoise Mbango Etone | 12,51 m     |
| Lanci |                     |             |                         |             |                        |             |
| Getto del peso | Hanan Ahmed Khaled  | 14,47 m     | Wafa Ismail El Baghdadi | 14,24 m     | Oumou Traoré           | 12,84 m     |
| Lancio del disco | Monia Kari          | 53,00 m     | Caroline Fournier       | 48,80 m     | Felicia Nkiru Ojiego   | 45,58 m     |
| Lancio del giavellotto | Fatma Zouhour Toumi | 51,88 m     | Lindy Leveau            | 42,24 m     | Monique Djikada        | 40,78 m     |
| Prove multiple |                     |             |                         |             |                        |             |
| Eptathlon | Caroline Kola       | 5 270 p.    | Anne-Marie Mouri-Nkeng  | 4 372 p.    | Adelaïde Koudougnon    | 3 453 p.    |
| Staffette |                     |             |                         |             |                        |             |
| Staffetta 4×100 m | Camerun             | 44"7        | Costa d'Avorio          | 45"5        | Senegal                | 46"8        |
| Staffetta 4×400 m | Nigeria             | 3'39"20     | Camerun                 | 3'40"50     | Gabon                  | 3'54"80     |
| record mondiale; record mondiale stagionale; record africano; record dei campionati; record nazionale; record personale; record personale stagionale. |                     |             |                         |             |                        |             |

## Medagliere
| Posizione | Paese          | Oro | Argento | Bronzo | Totale |
| --------- | -------------- | --- | ------- | ------ | ------ |
| 1         | Nigeria        | 9   | 4       | 2      | 15     |
| 2         | Kenya          | 8   | 6       | 3      | 17     |
| 3         | Tunisia        | 6   | 0       | 2      | 8      |
| 4         | Senegal        | 5   | 2       | 3      | 10     |
| 5         | Camerun        | 4   | 8       | 7      | 19     |
| 6         | Algeria        | 2   | 2       | 2      | 6      |
| 7         | Sudafrica      | 1   | 6       | 1      | 8      |
| 8         | Egitto         | 1   | 4       | 1      | 6      |
| 9         | Seychelles     | 1   | 2       | 0      | 3      |
| 10        | Costa d'Avorio | 1   | 1       | 4      | 6      |
| 11        | Mauritius      | 1   | 1       | 2      | 4      |
| 12        | Burkina Faso   | 1   | 0       | 2      | 3      |
| 13        | Burundi        | 0   | 1       | 3      | 4      |
| 14        | Rep. del Congo | 0   | 1       | 2      | 3      |
| 15        | Guinea         | 0   | 1       | 0      | 1      |
| 15        | Uganda         | 0   | 1       | 0      | 1      |
| 17        | Gambia         | 0   | 0       | 2      | 2      |
| 18        | Botswana       | 0   | 0       | 1      | 1      |
| 18        | Gabon          | 0   | 0       | 1      | 1      |
| 18        | Mali           | 0   | 0       | 1      | 1      |
| Totale    | Totale         | 40  | 40      | 39     | 119    |